# Содом (гора)
Гора Содо́м (араб. جبل السدوم‎, Jabal(u) 'ssudūm; ивр. הר סדום‎, Har Sedom) — горный массив, протянувшийся вдоль юго-западного побережья Мертвого моря в Израиле. Примечателен тем, что почти целиком состоит из каменной соли. Имеет примерно 8 км длины, 5 км ширины, достигает 226 м высоты над уровнем Мертвого моря и 170 м ниже уровня моря. Из-за выветривания от основного массива иногда отделяются значительные части. Одна из таких отдельно стоящих колонн издавна именуется «Жена Лота», напоминая об описанном в Библии разрушении Содома и Гоморры.
Главной достопримечательностью горы Содом являются соляные пещеры. Среди них наиболее известны пещеры Колонеля, Аруватаим, Малхам и другие. В пещерах встречаются соляные сталактиты и сталагмиты, окаменелые водоросли, рыбы, черепахи и змеи. Центральная часть каждой пещеры — конусообразный колодец, образовавшийся в результате вымывания соляной породы. Высота конуса пещеры Колонеля превышает 80 м. Пещера Малхам — наиболее протяжённая; общая длина её составляет 5447 м. Почти идеальной формы конус у пещеры Содом, называемой также пещерой Лота. Эта пещера, находящаяся на 199-м километре израильского шоссе 90, посещается чаще других ввиду её легкодоступности. Однако большинство пещер горы Содом ныне закрыто для посещений из-за опасности обвалов.

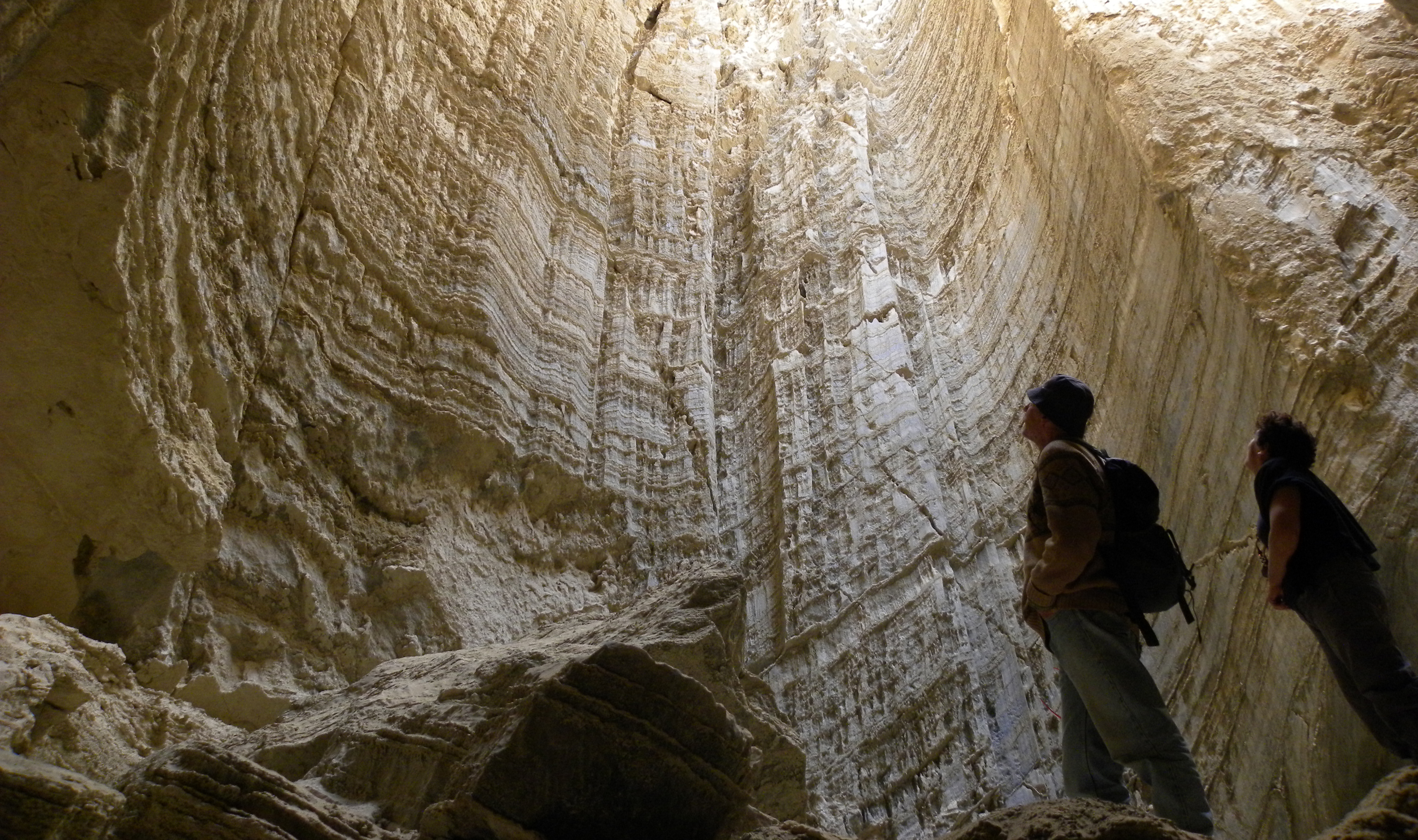
Пещера Содом